# Plappeville
Plappeville är en kommun i departementet Moselle i regionen Grand Est (tidigare regionen Lorraine) i nordöstra Frankrike. Kommunen ligger i kantonen Woippy som tillhör arrondissementet Metz-Campagne. År 2022 hade Plappeville 2 025 invånare.

## Befolkningsutveckling
Antalet invånare i kommunen Plappeville
| Referens: INSEE |